# Koshantschikovius praedabundus
Koshantschikovius praedabundus är en skalbaggsart som beskrevs av Vladimir Balthasar 1939. Koshantschikovius praedabundus ingår i släktet Koshantschikovius och familjen Aphodiidae. Inga underarter finns listade i Catalogue of Life.